# Yvonne Loriod

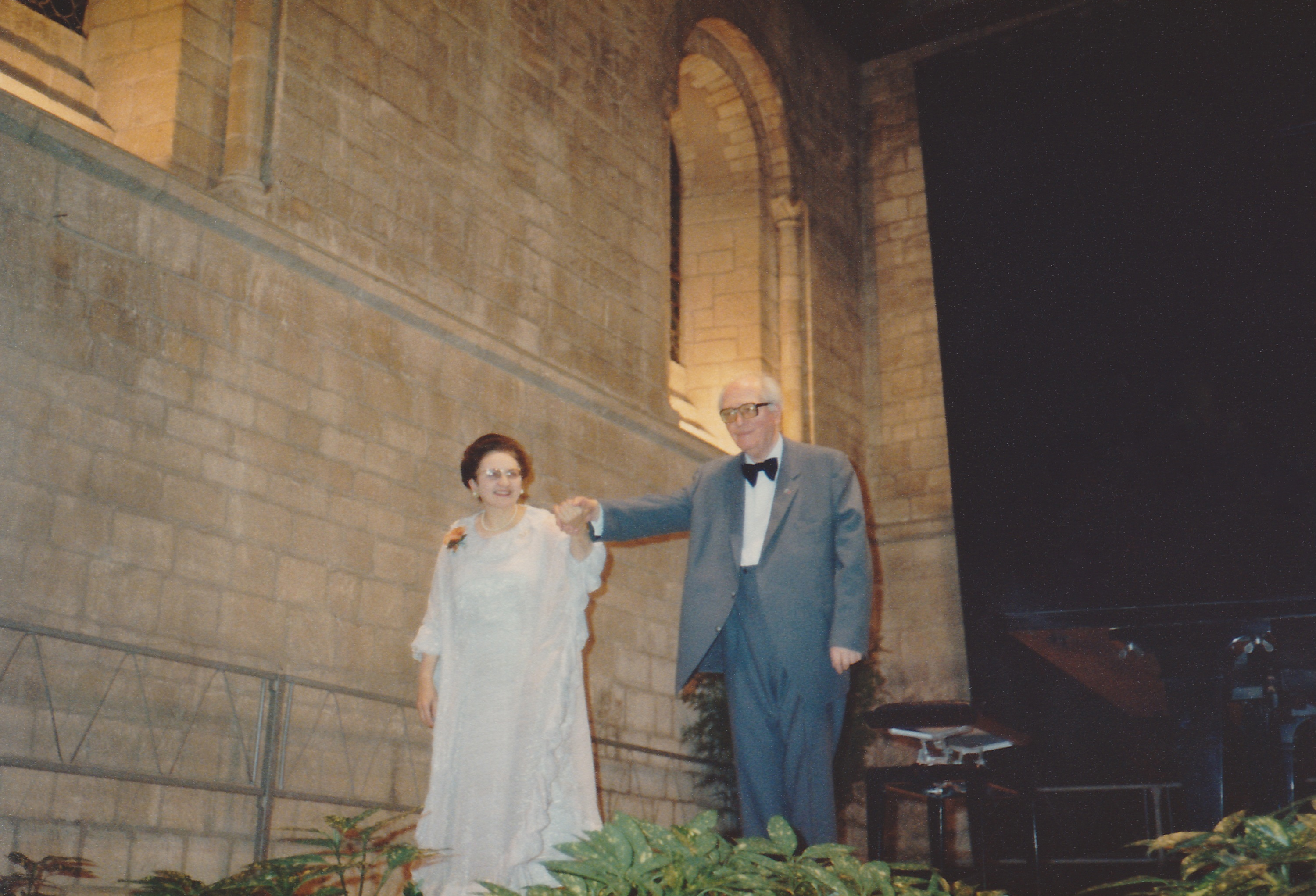
Yvonne Loriod och Olivier Messiaen år 1982.

Yvonne Loriod, född 20 januari 1924 i  Houilles, Yvelines, död 17 maj 2010 i Saint-Denis, Seine-Saint-Denis, var en fransk pianist. 1961 gifte hon sig med Olivier Messiaen, som skrev flera verk åt henne. Hon var syster till Jeanne Loriod (den historiskt mest kända utövaren av det elektroniska instrumentet Ondes Martenot).

## Diskografi i urval
- Olivier Messiaen: Vingt Regards sur l'Enfant-Jésus

Märke: Erato, 4509-91705-2

3 augusti 1993
- Olivier Messiaen: Turangalîla Symphonie

Märke: Deutsche Grammophon, 31781
12 maj 1992